# Renshou

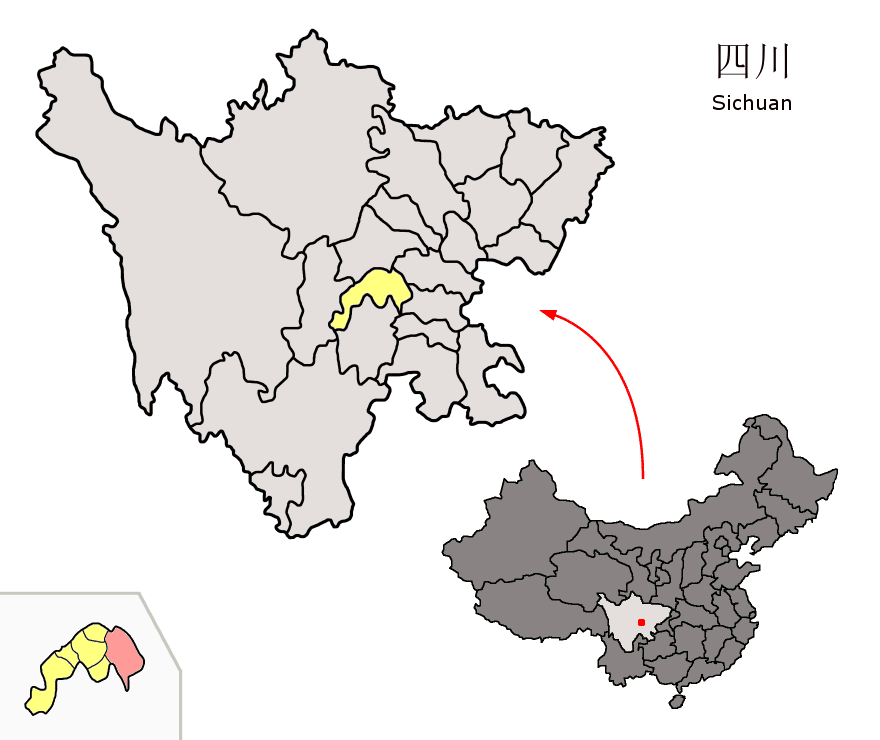
Lage des Kreises Renshou (rosa) in Meishan (gelb).

Renshou (chinesisch 仁寿县, Pinyin Rénshòu Xiàn) ist ein Kreis der bezirksfreien Stadt Meishan in der chinesischen Provinz Sichuan. Die Fläche beträgt 2.499 Quadratkilometer und die Einwohnerzahl 1.110.017 (Stand: Zensus 2020). 1999 zählte Renshou 1.554.249 Einwohner.
Die Gedenkbögen von Shuangbao (Shuangbao paifang 双堡牌坊) und die Niujiaozhai-Felshöhlen (Niujiaozhai shiku 牛角寨石窟) stehen seit 2006 auf der Liste der Denkmäler der Volksrepublik China.